# Tasiocera robusta
Tasiocera robusta är en tvåvingeart som först beskrevs av Bangerter 1947.  Tasiocera robusta ingår i släktet Tasiocera och familjen småharkrankar. Arten är reproducerande i Sverige. Inga underarter finns listade i Catalogue of Life.